# Doornnetpluimpje
Het  doornnetpluimpje (Stemonitis mussooriensis) is een soort slijmzwam. Het leeft saprotroof op verrot hout en schors van levende bomen. Het komt voor in naaldbos en gemengd bos.

## Kenmerken

### Uiterlijke kenmerken
De vruchtlichamen zijn gesteelde sporangia met een hoogte van 1,5–3,0 mm. De sporotheca is cilindrisch, zwart, 0,2–0,3 mm in diameter. De steel is kort, rechtop, pikzwart, één vierde tot één derde van de hoogte van het gehele sporangium, verbreed aan de basis, geleidelijk taps toelopend naar boven. Het hypothallus is membraanachtig, glanzend en zilverachtig. Het peridium is vluchtig. De columella  (verlenging van de steel) is prominent, dik, zwart, schaars vertakt, geleidelijk taps toelopend naar boven, buigend boven, eindigend abrupt net onder de stompe top van de sporotheca. 

### Microscopische kenmerken
Het capillitium is los, samengesteld uit vertakte, taps toelopende, afgeplatte takken die anastomoseren met het oppervlakkige net, dat kleinere mazen heeft dan het interne net. De sporen zijn zwart in bulk, violetbruin bij doorvallend licht, overvloedig en prominent stekelig en meten 10,5–12,5 µm in diameter. Het plasmodium is onbekend.

## Verspreiding
Het doornnetpluimpje is beschreven van schorsmonsters verzameld in Auckland (Nieuw-Zeeland). Hierna is het ook gevonden in Europa en Zuid-Amerika. In Nederland het de status 'verdwenen'.